# San Juan Hueyapan, Huasca de Ocampo
San Juan Hueyapan är en ort i Mexiko.   Den ligger i kommunen Huasca de Ocampo och delstaten Hidalgo, i den sydöstra delen av landet, 110 km nordost om huvudstaden Mexico City. San Juan Hueyapan ligger 2 061 meter över havet och antalet invånare är 197.
Terrängen runt San Juan Hueyapan är kuperad åt nordväst, men åt sydost är den platt. Runt San Juan Hueyapan är det ganska tätbefolkat, med 75 invånare per kvadratkilometer. Närmaste större samhälle är Mineral del Monte, 18,1 km sydväst om San Juan Hueyapan. Omgivningarna runt San Juan Hueyapan är en mosaik av jordbruksmark och naturlig växtlighet.